# Jakubowy Borek
Jakubowy Borek [pronunciación en polaco: /jakuˈbɔvɨ ˈbɔrɛk/] (en alemán: Jakobswalde) es un pueblo en el distrito administrativo de Gmina Wielbark, dentro del Distrito de Szczytno, Voivodato de Varmia y Masuria, en el norte de Polonia. Se encuentra aproximadamente 11 kilómetros al noreste de Wielbark, 15 kilómetros al sudeste de Szczytno, y 54 kilómetros al sudeste de la capital regional, Olsztyn.
Hasta 1945 el área era parte de Alemania (Prusia Oriental).